# حركة مقبض الدلو
مقبض الدلو هي حركة الأضلاع الناتجة في تغيير في القطر المستعرض في الصدر.

## التعريف
واحدة من أهم الوظائف للأضلاع والحجاب الحاجز هي التغيير في حجم الصدر والتي تساعد في الشهيق والزفير. وتتحرك الأضلاع بشكل عام حول محورين اثنين. كما أن النهاية الأمامية للأضلاع منخفضة بمعدل 4 سم عن النهاية الخلفية، والجزء الأوسط من الضلع منخفض أكثر من النهايتين الأمامية والخلفية.
وتنتج الحركة في المفاصل الضلعية الفقرية السابعة إلى العاشرة حول المحاور الأمامية الخلفية في رفع وخفض المنطقة الوسطى للضلع، حركة مقبض الدلو. 
وهذا يزيد من ارتفاع القطر المستعرض في الصدر .